# تاسیان (مجموعه شعر)
تاسیان مجموعهٔ شعرهای نوی هوشنگ ابتهاج است. نامِ کتاب بر گرفته از یکی از شعرهای مجموعه به نام «تاسیان» می باشد. واپسین ویراستِ این مجموعه پس از مرگِ شاعر در کتابِ سه کتاب (۱۴۰۳) نیز آمد.